# Saint-Maurice-aux-Forges
 Saint-Maurice-aux-Forges  là một xã của tỉnh Meurthe-et-Moselle, thuộc vùng Grand Est, đông bắc nước Pháp.